# Országos Szlovén Önkormányzat
Az Országos Szlovén Önkormányzat (szlovénül: Državna slovenska samouprava) a Magyarországon élő szlovén kisebbség országos érdekképviseleti szervezete.

## Története[1]
Az Országos Szlovén Önkormányzat 1995-ben jött létre. Alapvető feladata a magyarországi szlovén nemzetiségi érdekek védelme és képviselete. A 2019-es önkormányzat választásokat követően tíz helyen alakult helyi szlovén nemzetiségi önkormányzat az országban.
A szlovén nemzetiség közösségi szerepvállalásának dinamizmusára jellemző, hogy 2019-ben közel 25%-kal többen regisztráltak szlovén nemzetiségűként a választói névjegyzékbe, és közel 40%-kal több érvényes szavazatot adtak le, mint a 2014-es önkormányzati választásokon.